# Ranunculus ovczinnikovii
Ranunculus ovczinnikovii är en ranunkelväxtart som beskrevs av Kovalevskya. Ranunculus ovczinnikovii ingår i släktet ranunkler, och familjen ranunkelväxter. Inga underarter finns listade i Catalogue of Life.